# Cissus quadrangularis
Cissus quadrangularis är en vinväxtart som beskrevs av Carl von Linné. Cissus quadrangularis ingår i släktet Cissus och familjen vinväxter.

## Underarter
Arten delas in i följande underarter:
- C. q. acuteangula
- C. q. pubescens